# استئصال الغدانيات
استئصال الغدانيات أو قطع الغدانيات أو لحمية الأنف أو خزع الناميات الغدانية (بالإنجليزية: Adenoidectomy)‏ هو عبارة عن استئصال جراحي للزائدة الأنفية لعدة أسباب منها صعوبة التنفس عن طريق الأنف، والعدوى المزمنة، وألم الأذن المتكرر.
إجراء هذه الجراحة يكون أقل شيوعا بين البالغين، لأن الزائدة الأنفية لديهم تعتبر بلا فائدة. وغالبا ما تتم هذه العملية في العيادات الخارجية تحت تأثير التخدير العام.
ألم ما بعد العملية هو ألم بسيط، يقلله الطعام المثلج، أو البارد. ويمكن استئصال اللوزتين أثناء العملية أيضا إذا لزم الأمر. ويتراوح وقت الشفاء منها من عدة ساعات إلى يومين أو ثلاثة أيام (كلما زاد العمر، زاد الوقت اللازم للشفاء).
عادة لا يتم إجراء عملية اللحمية تحت سن سنة، لأن هذه الزائدة الأنفية هي جزء من الجهاز المناعي للجسم، لكن تقل مساهمتها في تلك الوظيفة مع تقدم السن.

## التاريخ
تم إجراء عملية اللحمية لأول مرة باستخدام ملقط حلقي خلال التجويف الأنفي بواسطة ويليام باير عام 1867.
في أوائل عام 1900، أصبح دمج عملية اللحمية مع عملية استئصال اللوزتين أمرا روتينيا. وفي البداية كان من يقوم بهذا الإجراء هم أطباء الأنف، والأذن، والحنجرة، وأطباء الجراحة العامة، والممارسون العوام. ولكن خلال الثلاثين سنة الماضية أصبحت العملية مقتصرة على أطباء الأنف، والأذن، والحنجرة.
كان يتم إجراء عمليات اللحمية كعلاج لفقدان الشهية العصابي، وسلس البول، والتخلف العقلي، أو لتعزيز صحة جيدة.
وحسب المعايير الحالية، أصبحت هذه الاستعمالات غريبة، ولكن يمكن تفسيرها بفرضية أنه بمكن أن تخفق الأطفال في النمو إذا كان لديهم التهاب حلق مزمن، أو انقطاع النفس الإنسدادي النومي.وأيضا الأطفال ضعاف السمع بسبب التهاب الأذن الوسطى يمكن أن يكون لديهم تأخر في الكلام (يمكن تشخيصه بالخطأ على أنه تخلف عقلي).
وقد تكون عملية اللحمية ساهمت في حل مشكلات سائل الأذن، وتأخر الكلام، وما يترتب عليهم من قلة الذكاء.
العلاقة بين سلس البول، وانقطاع النفس الانسدادي، وفائدة عملية اللحمية ضمنا هي علاقة مركبة، ومثيرة للجدل.
فمن ناحية، وُجد أن معدل سلس البول يقل مع تقدم الطفل في العمر ونموه، ومن ناحية أخرى فإن حجم الزائدة الأنفية، والانسداد الذي يمكن أن تسببه يقل أيضا مع تقدم العمر.
يجعل هذان العاملان التمييز بين فوائد عملية اللحمية، والتحسن التلقائي المرتبط بالعمر أمرا صعبا. علاوة على ذلك فإن معظم الدراسات في الأدب الطبي التي توضح الفائدة من عملية اللحمية كانت عبارة عن تقارير لحالة، أو سلسلة من الحالات. ومثل هذه الدراسات هي عرضة للتحيز غير المقصود.
أخيرا لم تُظهر الدراسة الحديثة التي أجريت على 6000 طفل أي علاقة بين سلس البول، وانقطاع النفس الانسدادي بشكل عام، ولكن هناك زيادة في شدة توقف النفس أثناء النوم في الحالات المتقدمة قد لوحظت عند الإناث فقط.
بدأ التراجع في القيام بهذا الإجراء في ثلاثينات القرن التاسع عشر، حيث أصبح استخدامه مثير للجدل. حيث أصبح معدل الحاجة إلى جراحة في حالات التهاب اللوزتين، والغدانيات (الزائدة الأنفية) قليلا في ظل تطور مضادات الميكروبات، وتراجع نسبة التهابات الجهاز التنفسي العلوي بين الأطفال في سن المدرسة.
كما أن العديد من الدراسات أظهرت أن عمليات اللحمية، واستئصال اللوزتين أصبحت غير فعالة في كثير من دواعي الاستعمال في ذلك الوقت، مع الاعتقاد أيضا أن خطر الإصابة بشلل الأطفال يزيد بعد العملية، وقد دحض ذلك الاعتقاد في وقت لاحق.
أعادت التجارب الإكلينيكية الإستطلاعية التي أجريت على مدى العقدين الماضيين تعريف الاستخدامات المناسبة لاستئصال اللوزتين، واللحمية معا، وعملية استئصال اللوزتين فقط، وعملية اللحمية فقط.

## المعدل

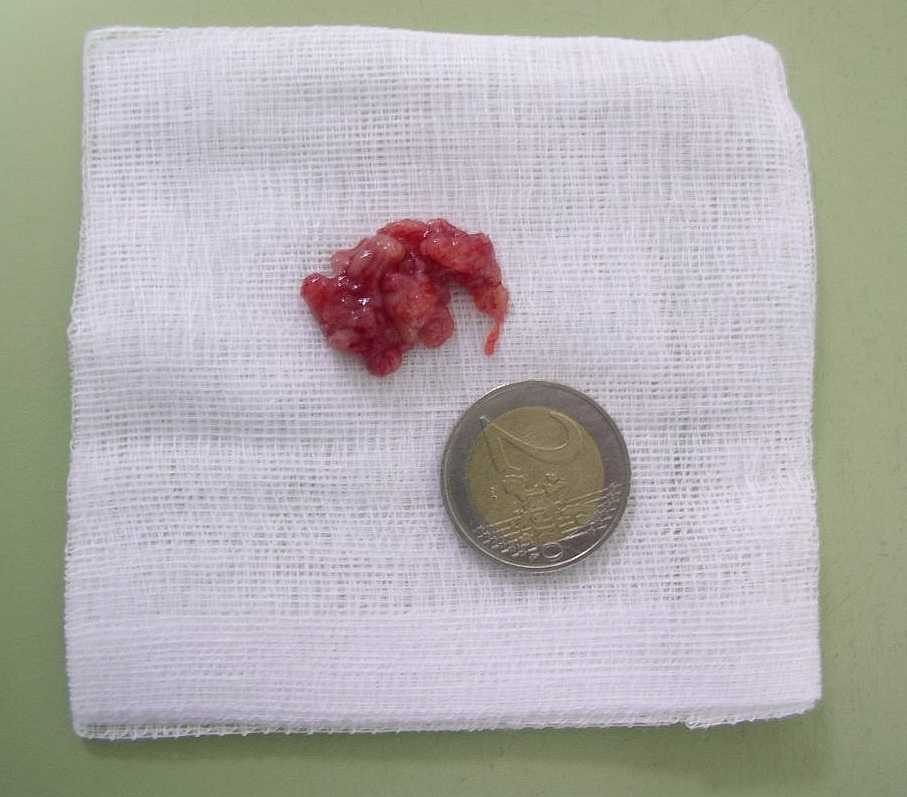
زائدة أنفية مستأصلة

في عام 1971، خضع أكثر من مليون أمريكي لعملية استئصال اللوزتين و، أو اللحمية، منهم 50000 عملية لحمية فقط.
بحلول عام 1996، خضع حوالي نصف مليون طفل للجراحة في الغدانيات و، أو اللوزتين في العادات الخارجية، والداخلية، منهم ما يقرب من 60000عملية لاستئصال اللوزتين، و250000 عملية لحمية مع استئصال اللوزتين، و125000 عملية لحمية.
في عام 2006، ارتفع العدد الكلي لأكثر من 700000، ولكن عند تعديله مع تغيرات السكان ينخفض معدل استئصال اللوزتين من 0.62\1000طفل إلى 0.53\1000، وقد لوحظ تراجع أكبر في عمليات دمج استئصال اللوزتين، مع اللحمية من 2.20\1000 إلى 1.46، بينما لا يوجد تغير ملحوظ في معدل إجراء اللحمية من أجل العدوى المزمنة (0.25 مقابل 0.21\1000).

## دواعي التدخل الطبي
دواعي استخدام عملية اللحمية هو أمر مثير للجدل. هناك اتفاق بشكل كبير على إجرائها في حالات انقطاع النفس الإنسدادي النومي، وعادة ما يصاحبه استئصال اللوزتين. وحتى مع ملاحظة أن نسبة كبيرة من عينة السكان التي يتم الدراسة عليها (18%) لا تستجيب. كما أن هناك تأييد لإجراء اللحمية في حالات التهاب الأذن الوسطى المتكرر في الأطفال الذين سبق علاجهم بأنبوب فغر الطبلة.
أخيرا، هناك شكوك وتساؤلات حول فاعلية اللحمية في الأطفال الذين يعانون من التهابات الجهاز التنفسي العلوي المتكررة مقارنة مع النتيجة. كونها ليست أفضل من الانتظار والترقب.